# Kujawsko-Pomorska Izba Rzemiosła i Przedsiębiorczości

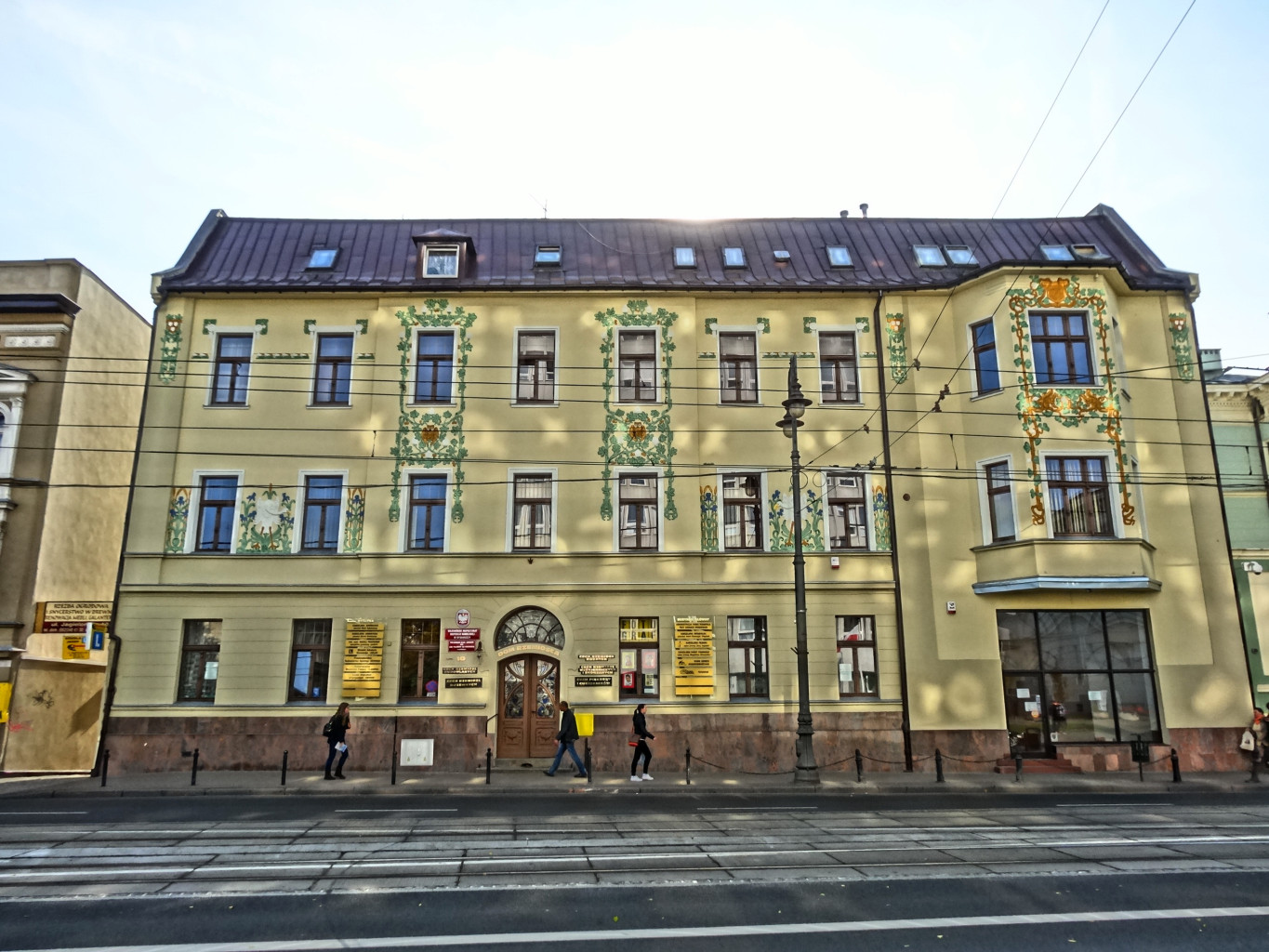
Siedziba Izby Rzemieślniczej do 1950 r. ul. Jagiellońska 10

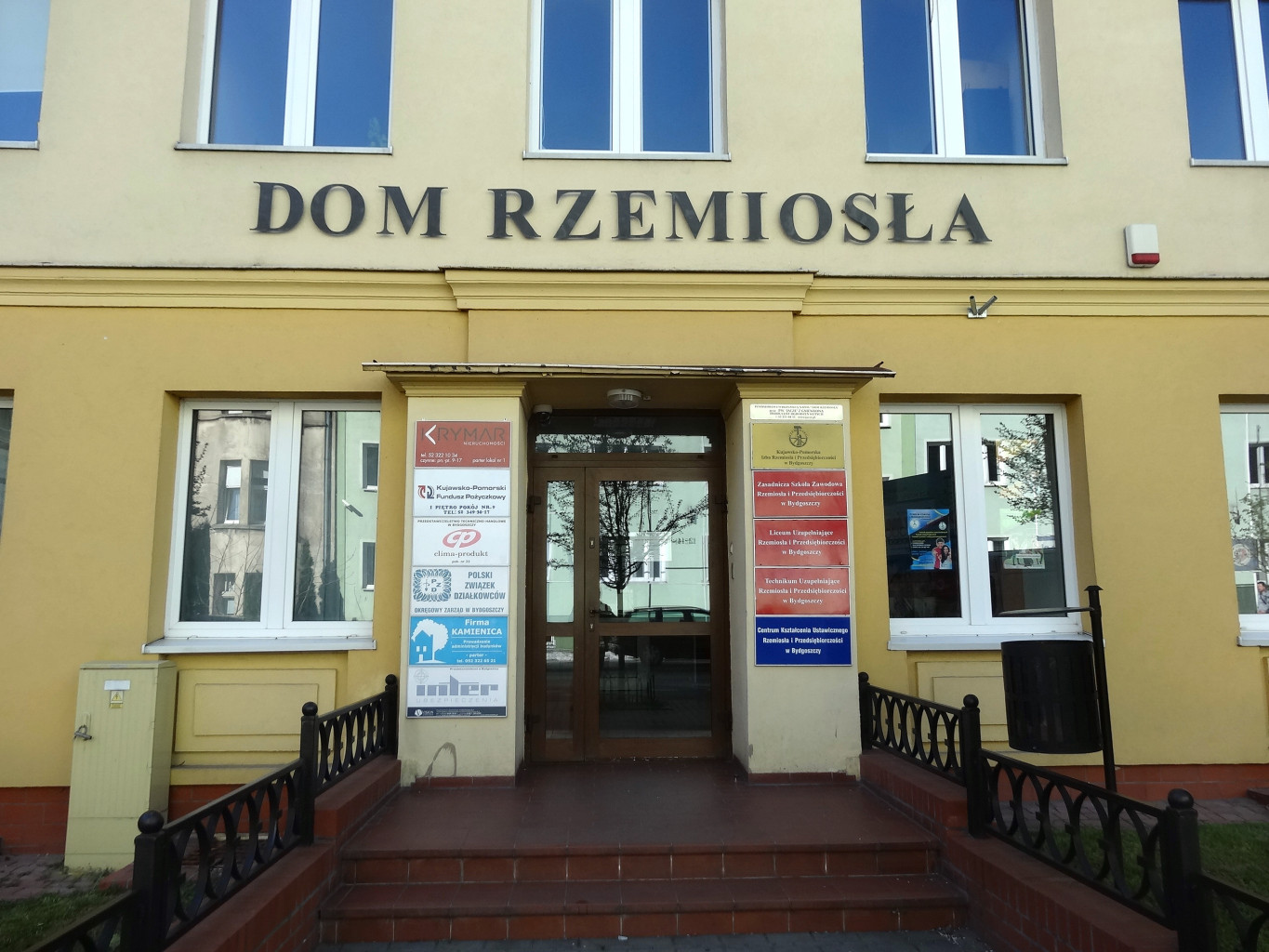
Obecna siedziba Izby

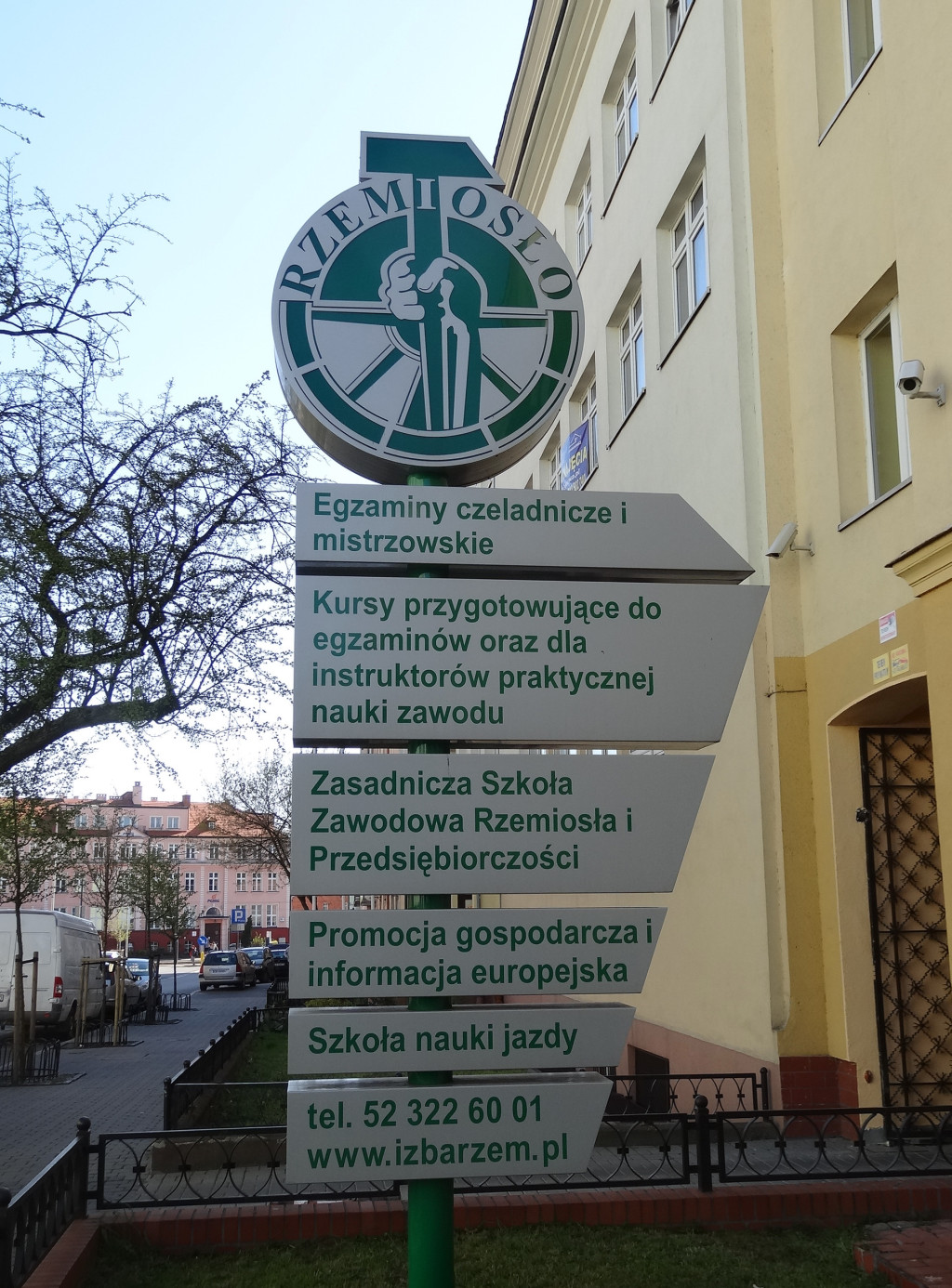
Tablica przedstawiająca działalność Izby

Kujawsko-Pomorska Izba Rzemiosła i Przedsiębiorczości – organizacja samorządu gospodarczego rzemiosła o charakterze społeczno-zawodowym wspierająca rozwój rzemiosła i drobnej wytwórczości, zrzeszająca cechy i spółdzielnie rzemieślnicze z województwa kujawsko-pomorskiego.

## Historia
W 1848 r. utworzono w Bydgoszczy Stowarzyszenie Rzemieślników, jedno z najstarszych na ziemiach zaboru pruskiego. Na jego bazie w 1900 roku zorganizowano Izbę Rzemieślniczą (jedną z dwóch w Prowincji Poznańskiej), która objęła swym zasięgiem obszar rejencji bydgoskiej, w tym miasta: Bydgoszcz, Inowrocław, Gniezno i Piłę. Na pierwszym inauguracyjnym zebraniu Izby do zarządu liczącego 25 osób wybrano 8 Polaków. W tym czasie w okręgu bydgoskim działały 233 cechy, ponad 10 tys. samodzielnych rzemieślników, 8 tys. czeladników oraz 5 tys. uczniów, a w Bydgoszczy funkcjonowało 1230 warsztatów rzemieślniczych. Do zadań Izby należało: kształcenie uczniów, doskonalenie zawodowe, tworzenie czeladniczych komisji egzaminacyjnych, współudział w powoływaniu komisji mistrzowskich, kontrola kas zapomogowych i pogrzebowych oraz nadzór nad spółkami. Organizacja podlegała ministrowi przemysłu i handlu i była nadzorowana przez prezydenta rejencji. Środki na utrzymanie pochodziły od rzemieślników. Organizacja miała własną bibliotekę z fachową literaturą oraz wydawała dwutygodnik „Bromberger Handwerker – Zeitung”. Rzemieślnicy bydgoscy pochodzenia polskiego prowadzili także amatorską działalność kulturalną. Na szczególną uwagę zasługuje działalność istniejącego do dzisiaj Towarzystwa Śpiewu „Halka”, którego początki sięgają 1883 roku.
Po odzyskaniu niepodległości w 1920 roku Izba Rzemieślnicza w Bydgoszczy objęła swoim zasięgiem 5 obwodów: Bydgoszcz, Chodzież, Nakło nad Notecią, Gniezno, Inowrocław. Nadzór nad obwodem bydgoskim sprawował wojewoda poznański, natomiast pracą organizacyjną kierował komisarz państwowy Ignacy Kornaszewski (stolarz z Inowrocławia). W 1928 r. minister Eugeniusz Kwiatkowski nadał Izbie nowy statut. W skład kierownictwa wchodziło 18 rzemieślników, którzy samodzielnie prowadzili warsztaty od co najmniej 3 lat i ukończyli 30. rak życia. Wszyscy członkowie oraz zarząd za pełnione funkcje nie pobierali wynagrodzenia. Organizacja przyczyniła się do rozwoju szkolnictwa zawodowego. W Bydgoszczy istniał Instytut Przemysłu i Rzemiosła, a w okręgu działały 54 dokształcające szkoły zawodowe.
W 1933 r. zarządzeniem ministra przemysłu i handlu Izbę Rzemieślniczą w Bydgoszczy rozwiązano i wcielono do Izby w Poznaniu. W 1938 r. w związku ze zmianami przynależności wojewódzkiej, Bydgoszcz wraz z regionem została przyłączona do Izby Rzemieślniczej w Toruniu. 
Wiosną 1945 r. Pomorską Izbę Rzemieślniczą ustanowiono w Bydgoszczy. W 1946 r. Izba była współorganizatorką Pomorskiej Wystawy Przemysłu, Rzemiosła i Handlu w ramach obchodów 600-lecia Bydgoszczy, która wzbudziła duże zainteresowanie w kraju i za granicą. Z kolei w lipcu 1946 r. przygotowano Ogólnopolski Zjazd Rzemiosła w Bydgoszczy, w którym uczestniczyło 7 tys. delegatów. W 1947 r. Izba otrzymała srebrny medal za pomoc w organizacji Międzynarodowych Targów Gdańskich. Lata 1945-1950 to okres intensywnej pracy na rzecz rzemiosła, pomocy repatriantom i poszkodowanym w wyniku działań wojennych. Siedziba Izby mieściła się w tym czasie przy ul. Jagiellońskiej 10, w domu będącym własnością cechów bydgoskich. Przystąpiono do organizowania i uporządkowania sieci cechów, m.in. powołano 146 cechów branżowych. Rzemieślnicy bydgoscy uczestniczyli w uroczystościach miejskich, takich jak uroczystości żałobne ku czci pomordowanych w Dolinie Śmierci, 600-lecie miasta lub Święto Lotnika z udziałem marszałka Żymierskiego. Kontynuowano również tradycje i obrzędy rzemieślnicze m.in. poprzez obchodzenie świąt patronalnych, gromadzenie statutów, protokołów, sztandarów, godeł, skrzyń i klejnotów brackich. 
W latach 1948–1949 z inicjatywy członków organizacji ukazywał się tygodnik „Rzemieślnik Pomorski”, zamknięty ze względów politycznych (ukazało się 140 numerów). Lata 1949-1955 były okresem nacjonalizacji przemysłu i rzemiosła, utrudnień i szykan dla drobnych przedsiębiorców. W rezultacie liczba zakładów rzemieślniczych w województwie bydgoskim spadła o połowę.
Po odwilży gomułkowskiej 1956 roku weszła w życie nowa ustawa o izbach rzemieślniczych, w myśl której  wprowadzono wybory do władz cechów. Z inicjatywy Izby w 1965 r. powołano do życia Komisję Rzemiosł Artystycznych, doprowadzając do ustanowienia statusu prawnego rzemieślnika artysty. Po reformie administracyjnej z 1975 r. Izba Rzemieślnicza w Bydgoszczy była organizacją obejmującą swym zasięgiem województwa: bydgoskie, toruńskie i włocławskie zrzeszającą: 27 cechów, 25 spółdzielni rzemieślniczych i Międzywojewódzką Hurtownię Zaopatrzenia Rzemiosła. W 1979 r. utworzono własny Zakład Inwestycji i Budownictwa. 
W rezultacie przemian polityczno-gospodarczych w 1988 roku zmniejszyła się liczba zakładów należących do cechów do 5,8 tys. w 1995 r. W 1989 r. zmieniono nazwę organizacji na Międzywojewódzką Izbę Rzemieślniczą w Bydgoszczy. W 1995 r. zrzeszała na zasadzie dobrowolności 29 cechów 114 spółdzielni rzemieślniczych. W latach 90. podstawowym rodzajem działalności Izby było prowadzenie egzaminów czeladniczych i mistrzowskich, szkolenia pracowników cechów i spółdzielni m.in. na tematy podatkowe oraz wydawanie ekspertyz dotyczących wyrobów i usług rzemieślniczych.
W 1999 r. organizacja na podstawie uchwały Walnego Zgromadzenia Delegatów przyjęła nazwę Kujawsko-Pomorskiej Izby Rzemiosła i Przedsiębiorczości. 

## Charakterystyka
Kujawsko-Pomorska Izba Rzemiosła i Przedsiębiorczości, jako izba rzemieślnicza działająca na podstawie przepisów ustawy o rzemiośle, jest osobą prawną zarejestrowaną w Krajowym Rejestrze Sądowym oraz zrzeszoną w Związku Rzemiosła Polskiego. Swoim zasięgiem działania obejmuje województwo kujawsko-pomorskie wraz z powiatem chojnickim.. 
Podstawowe zadania Izby to:
- reprezentowanie członków wobec organów administracji publicznej i instytucji państwowych;
- udzielanie pomocy doradczej, marketingowej i szkoleniowej;
- prowadzenie spraw dotyczących kwalifikacji i uprawnień rzemieślniczych;
- poświadczanie dyplomów i świadectw kwalifikacyjnych;
- działalność marketingowa i promocja w celu zwiększenia konkurencyjności rynkowej swoich członków;
- prowadzenie szkół dla rzemiosła i przedsiębiorczości.

Izba pozostaje w stałych kontaktach z Izbą Przemysłowo-Handlową Województwa Kujawsko-Pomorskiego, Wojewódzkim Zrzeszeniem Handlu i Usług oraz Kujawsko-Pomorską Wojewódzką Komendą OHP. Uczestniczy też w pracach Parlamentu Miast Hanzeatyckich.
W skład Zarządu Izby wchodzi Prezes oraz 9 członków, w tym dwóch zastępców Prezesa po jednym z regionów samorządowych: toruńskiego i włocławskiego.
W organizacji wyodrębniono komisje: 
- Finansową;
- Samorządową oraz Inicjatyw Gospodarczych;
- Oświaty Szkolnictwa Zawodowego i Promocji Rzemiosła;
- Rewizyjną.

Izba prowadzi Zespół Szkół Rzemiosła i Przedsiębiorczości w Bydgoszczy, który obejmuje szkołę zawodową, technikum uzupełniające oraz liceum ogólnokształcące dla dorosłych. Od 2009 roku przy Izbie funkcjonuje również Centrum Kształcenia Ustawicznego Rzemiosła i Przedsiębiorczości w Bydgoszczy.

## Członkowie
Kujawsko-Pomorska Izba Rzemiosła i Przedsiębiorczości w Bydgoszczy zrzesza około 3 tysiące rzemieślników oraz małych i średnich przedsiębiorców, skupionych w 22 cechach rzemiosł różnych oraz 6 cechach branżowych. W rozdziale terytorialnym jest to 17 cechów w regionie bydgoskim, 6 w regionie toruńskim i 5 w regionie włocławskim.